# 海倫娜 (紐約州)
海倫娜（英語：Helena）是位於美國紐約州聖羅倫斯縣的非建制地區。

## 歷史
海倫娜的郵局自1827年營運至今。

## 地理
海倫娜所處的海拔為高於海平面58米（即190英呎），而該地所採用的時區為UTC-5，即北美东部时区（EST）。同時該地設有夏令時間，為UTC-5調快一小時，即UTC-4（EDT）。